# Janakpur
Janakpur (nepali: जनकपुर), também conhecida como Janakpurdham, é uma cidade do Nepal. A cidade tem uma indústria do turismo significativa, sendo um famoso destino religioso e cultural devido a diversidade de templos dedicados ao hinduísmo nela existente.